# John Carter (film)
John Carter è un film del 2012 diretto da Andrew Stanton.
Si tratta di una pellicola fantasy-fantascientifica liberamente basata sul romanzo La principessa di Marte di Edgar Rice Burroughs del 1911 e al personaggio di John Carter di Marte, protagonista degli undici romanzi del Ciclo di Barsoom.

## Trama
Nel 1881, un giovane Edgar Rice Burroughs assiste al funerale di suo zio, John Carter, un ex capitano dell'esercito confederato della Guerra civile americana morto improvvisamente. Secondo le istruzioni di Carter, il corpo viene messo in una tomba che può essere aperta solo dall'interno. Il suo avvocato consegna a Burroughs il diario personale di Carter perché lo legga.
In un flashback del 1868 nel Territorio dell'Arizona, il colonnello dell'Unione Powell arresta Carter con la speranza che Carter aiuti a combattere i nativi Apache. Carter fugge dalla sua cella di detenzione, ma non riesce ad andare lontano con i soldati della cavalleria americana che lo inseguono da vicino. Dopo un incontro con una banda di Apache, Carter e Powell ferito vengono inseguiti finché non si nascondono in una grotta che si rivela piena d'oro. In quel momento appare un Thern che, sorpreso dai due uomini, li attacca con un coltello; Carter lo uccide ma attiva accidentalmente il potente medaglione del Thern e viene involontariamente trasportato su un pianeta in rovina e morente, Barsoom, che Carter scoprirà essere a lui noto come Marte. Grazie alla sua diversa densità ossea e alla bassa gravità del pianeta, Carter è in grado di saltare in alto e di compiere imprese di incredibile forza. Viene catturato dai Thark, una tribù nomade di marziani verdi e dal loro Jeddak (il capo della tribù), Tars Tarkas.
Altrove su Barsoom, le città marziane di Helium e Zodanga sono in guerra da oltre mille anni. Sab Than, Jeddak di Zodanga, in possesso di un'arma speciale ottenuta dal leader dei Thern Matai Shang, propone un cessate il fuoco e la fine della guerra a patto che gli si dia in sposa la principessa di Helium, Dejah Thoris. La principessa fugge e viene salvata da Carter.
Carter, Dejah e la figlia di Tarkas, Sola, raggiungono un punto di un fiume sacro per trovare un modo per far tornare Carter sulla Terra. Scoprono che i medaglioni sono alimentati da un “nono raggio” che è anche la fonte dell'arma di Sab Than. Vengono quindi attaccati da una razza feroce chiamata Warhoon sotto la direzione di Shang. Carter e Dejah vengono riportati a Zodanga. Dejah demoralizzata accetta a malincuore di sposare Sab Than e dà a Carter istruzioni su come usare il medaglione per tornare sulla Terra. Carter decide di restare e viene catturato da Shang, che gli spiega lo scopo dei Thern e come essi manipolino le civiltà dei diversi mondi per portarle alla rovina, nutrendosi delle risorse del pianeta, e intendono fare la stessa cosa con Barsoom scegliendo Sab Than per governare il pianeta. Carter torna dai Thark con Sola per chiedere il loro aiuto. Lì scoprono che uno spietato bruto, Tal Hajus, ha rovesciato Tarkas. Carter e un Tarkas ferito combattono con due enormi scimmie bianche in un'arena prima che Carter sfidi e uccida Hajus, diventando così il leader dei Thark.
L'esercito dei Thark prende d'assalto Zodanga e, dopo aver capito che il loro esercito è invece in attesa fuori da Helium, John e i Thark requisiscono i dirigibili di Zodangan e volano verso Helium. Carter sconfigge l'esercito zodangano, mentre Sab Than viene ucciso e Shang è costretto a fuggire. Carter diventa principe di Helium sposando Dejah. Durante la loro prima notte, Carter decide di rimanere per sempre su Marte e getta via il suo medaglione. Cogliendo l'occasione, Shang riappare brevemente e lancia a Carter un'altra sfida, rispedendolo sulla Terra. Carter intraprende una lunga ricerca per trovare uno dei loro medaglioni sulla Terra; dopo diversi anni sembra morire improvvisamente e chiede un'insolita organizzazione del funerale - coerente con il fatto di aver trovato un medaglione, dato che il suo ritorno su Marte lascerebbe il suo corpo terrestre in uno stato comatoso - e nomina Burroughs suo protettore.
Tornato nel presente, Burroughs torna alla tomba di Carter e usa gli indizi per aprirla. Proprio mentre lo fa, appare un Thern che alza un'arma prima che Carter appaia e gli spari alle spalle. Carter rivela di non aver mai trovato un altro medaglione, ma di aver escogitato un piano per attirare un Thern dal suo nascondiglio, vincendo così la sfida di Shang. Carter usa quindi il medaglione del Thern morto per tornare su Barsoom.

## Produzione

### Sviluppo

#### Primi tentativi

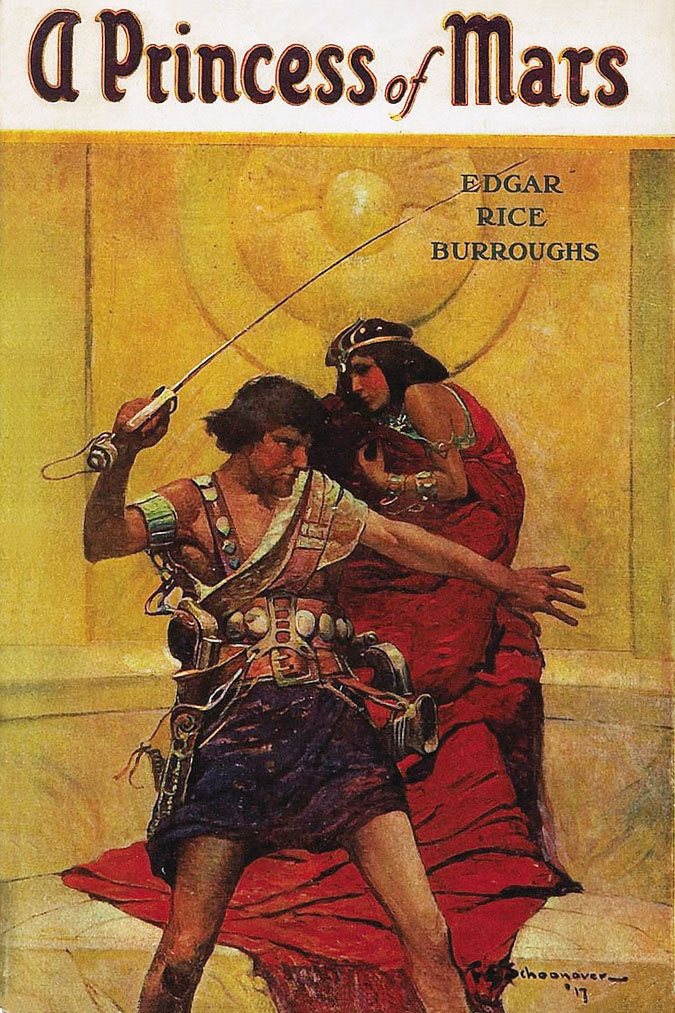
Copertina del primo romanzo delle avventure di John Carter

Nel 1931, il regista dei Looney Tunes Bob Clampett contattò Edgar Rice Burroughs per adattare La principessa di Marte in un lungometraggio animato. Burroughs rispose con entusiasmo alla proposta, riconoscendo i limiti del live action nell'adattamento visivo della storia. La MGM era intenzionata a produrre una serie animata, tuttavia dopo che il filmato di prova realizzato nel 1936 ebbe ricevuto reazioni negative da parte degli espositori negli Stati Uniti, la MGM cambiò idea ed alla serie non venne dato il semaforo verde, quindi Clampett si concentrò su altri progetti. Il lavoro prodotto da Clampett venne ritenuto perduto per molti anni, fino a quando il nipote di Burroughs, Danton Burroughs, ritrovò del materiale negli archivi della Edgar Rice Burroughs Inc. nei primi anni settanta.
Verso la fine degli anni cinquanta, Ray Harryhausen aveva espresso l'interesse di adattare i romanzi di Burroughs per il grande schermo, ma la cosa non si concretizzò. Negli anni ottanta i produttori Mario Kassar e Andrew G. Vajna acquistarono i diritti per la Walt Disney Pictures. Ted Elliott e Terry Rossio furono assunti per scrivere una sceneggiatura, mentre John McTiernan e Tom Cruise erano stati contattati rispettivamente per dirigere e interpretare il film. Il progetto non venne mai sviluppato, probabilmente perché gli effetti speciali dell'epoca non erano sufficienti per ricreare la visione di Burroughs e il progetto rimase nei cassetti della Disney per alcuni anni, fino a che i diritti non tornarono di proprietà della famiglia Burroughs.
Nei primi anni duemila, la Paramount Pictures acquistò a sua volta i diritti cinematografici, entrando in competizione con la Columbia Pictures. In seguito la Paramount e il produttore James Jacks ingaggiarono Mark Protosevich per scrivere la sceneggiatura. Nel 2003, dopo che gli era stata proposta la sceneggiatura, Robert Rodriguez firmò il contratto per dirigere il film. L'inizio delle riprese era fissato per il 2005, con Rodriguez intenzionato ad usare i set digitali che stava usando per Sin City. Tuttavia, a seguito di alcune polemiche che portarono Rodriguez ad abbandonare la Directors Guild of America, la Paramount preferì assumere un regista della DGA, ed assegnò la regia a Kerry Conran affidando nel frattempo a Ehren Kruger il compito di riscrivere il copione. Conran successivamente abbandonò il progetto per motivi ignoti, e venne sostituito da Jon Favreau nell'ottobre 2005.
Favreau e lo sceneggiatore Mark Fergus intendevano rendere il loro copione fedele al romanzo. Il primo film sarebbe stato un adattamento dei primi tre romanzi. Tuttavia, l'interesse di Favreau per il progetto non era forte, e nell'agosto 2006 la Paramount scelse di non rinnovare i diritti cinematografici, preferendo concentrarsi su Star Trek. Favreau e Fergus iniziarono così a lavorare ad Iron Man.

#### Disney
Nel gennaio del 2007, la Disney riacquistò i diritti cinematografici. Nel 2008 Andrew Stanton e Mark Andrews completarono la prima bozza per un primo film di una trilogia cinematografica. Il primo film è basato sul primo romanzo La principessa di Marte. Nell'aprile 2009, lo sceneggiatore Michael Chabon è stato assunto per modificare parti della sceneggiatura. Per Stanton si è trattato della prima esperienza con film in live action, dopo aver diretto i film d'animazione della Pixar Alla ricerca di Nemo e WALL•E. La colonna sonora è curata da Michael Giacchino.
Il finanziamento stanziato dalla Disney è stato di 250 milioni di dollari.

### Riprese
Le riprese sono iniziate agli Shepperton Studios, di Londra, nel gennaio 2010 e sono terminate negli Stati Uniti, nello Utah, nel luglio 2010. Le riprese nello Utah sono avvenute presso il lago Powell e nelle contee di Grand, Wayne e Kane. Il film è stato girato in due dimensioni con cineprese tradizionali 35mm.

## Distribuzione
La Disney fissò la data per l'uscita mondiale nelle sale al 9 marzo 2012. Solo in Francia e Italia la distribuzione è stata anticipata al 7 marzo.
Il primo trailer del film è stato distribuito il 14 luglio 2011, in concomitanza con l'uscita nelle sale di Harry Potter e i Doni della Morte - Parte 2. Nel trailer è presente una cover di My Body Is a Cage degli Arcade Fire eseguita da Peter Gabriel. Il trailer completo italiano è stato invece pubblicato il 1º dicembre 2011 sul canale YouTube della The Walt Disney Company Italia.

## Accoglienza

### Incassi
Il film si è rivelato una delle più grandi perdite economiche della storia del cinema. La Disney ha diffuso una nota in cui ha riconosciuto che sono stati venduti biglietti per soli 142 milioni di dollari. Dato che per realizzare il film vennero spesi circa 250 milioni di dollari ed altri 100 milioni sono stati spesi per il marketing, l'azienda di Burbank ha calcolato una perdita di circa 256 milioni di dollari, il che ne fa il peggior risultato per un film nella storia. Anche tenendo conto dell'inflazione (che non è stata fin qui considerata), la perdita economica del film sarebbe comunque, se non la massima, una delle maggiori della storia del cinema.

### Critica
Seppur sia stato una delle più grandi perdite economiche del cinema, il film venne comunque accolto con recensioni leggermente positive e contrastanti; su Rotten Tomatoes il film ha un indice di gradimento del 53% e un voto di 5.80 su 10 basato su 240 recensioni.

## Sequel
Erano previsti due sequel a completamento della trilogia (Gods of Mars tradotto come Gli dei di Marte e Warlord of Mars tradotto come Il signore della guerra di Marte) ma non vennero mai realizzati a causa degli scarsi risultati ottenuti al botteghino.